# Francisco Lázaro
Francisco Lázaro (n. 21 ianuarie 1891, Benfica, Lisabona; d. 15 iulie 1912, Stockholm, Suedia) a fost un atlet din Portugalia.
A fost primul portughez care a participat ca maratonist pentru țara sa la Jocurile Olimpice, anume la cele din 1912 de la Stockholm. La ceremonia de deschidere a fost portdrapelul delegației portugheze.
El este cunoscut pentru faptul că a fost primul atlet care a decedat în timpul Jocurilor Olimpice moderne. În proba de maraton de la Stockholm, ținută la 14 iulie 1912 pe o vreme caniculară, Lázaro s-a prăbușit cu circa 8 kilometri înainte de finiș, decedând a doua zi la un spital. Cauza decesului a fost deshidratarea. Pentru a se apăra de soarele puternic, Lázaro își unsese întregul corp cu ceară, tulburând astfel echilibrul electrolitic al organismului său.
La cinci zile după decesul său, a avut o festivitate muzicală pe Stadionul Olimpic din Stockholm, iar banii adunați prin chetă (14.000 coroane) au fost donați familiei lui.
În cartierul Benfica din Lisabona există o stradă denumită în memoria lui.